# Parafia Opieki Matki Bożej w Nowym Jorku
Parafia Opieki Matki Bożej – parafia prawosławna w Nowym Jorku, w dekanacie Nowy Jork miasto diecezji Nowego Jorku i New Jersey Kościoła Prawosławnego w Ameryce.
Parafia powstała w 1870 jako wspólnota złożona z prawosławnych Rosjan i Greków, działająca przy ambasadach tych krajów. Nosiła wówczas wezwanie Trójcy Świętej. W 1895, z inicjatywy ks. Aleksandra Chotowickiego została ona zreorganizowana w parafię św. Mikołaja, działającą przy soborze św. Mikołaja (jego budowa zakończyła się w 1904).
Po rewolucji październikowej i powstaniu w Rosji radzieckiej probolszewickiego ruchu Żywej Cerkwi, jej zwolennicy w nowojorskiej grupie wiernych prawosławnych przejęli, po kilkuletnich sporach sądowych, sobór św. Mikołaja. Pozostała część wiernych sformowała nową parafię, pod wezwaniem Opieki Matki Bożej, uzyskując w 1943 budynek dawnego kościoła, zaadaptowanego na sobór pod tym samym wezwaniem.
Językiem liturgicznym parafii jest angielski, przy częściowym wykorzystaniu cerkiewnosłowiańskiego, rumuńskiego oraz greckiego. Parafia prowadzi szkołę niedzielną, bibliotekę oraz sklep z dewocjonaliami. Wspólnota ma charakter wieloetniczny. Około połowy jej członków przyjęło prawosławie w wieku dorosłym, przez konwersję.